# 靈界歷險記
〈靈界歷險記〉（英語：Beyond This Earthly Realm）是《探險活寶》第四季的第11集。在卡通頻道2012年6月11日播出。本集以阿寶和老皮為主角。在這一集裡，阿寶發現並觸到瓷製小羊後到靈界。只有冰霸王可幫到他。